# مقاطعة ينجيسار

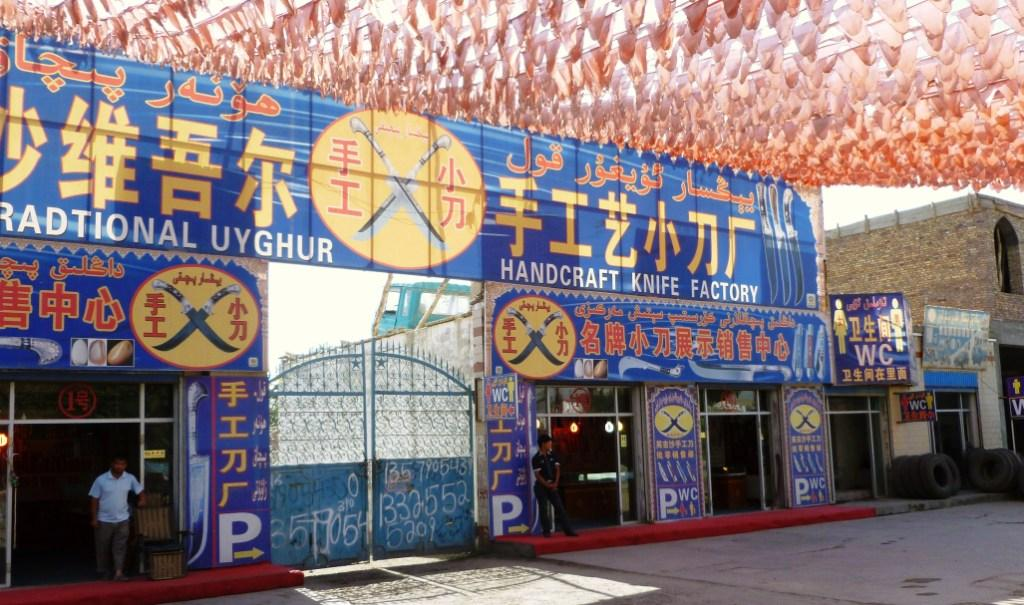
مصنع سكاكين بمقاطعة ينجيسار

مقاطعة ينجيسار  (المعروفة أيضًا باسم يانجي يسار) هي مقاطعة في منطقة سنجان ذاتية الحكم لقومية الأويغور وتحت إدارة ولاية كاشغر. تبلغ مساحتها 3,373 كيلومتر مربع (1,302 ميل2)، ووفقًا لتعداد عام 2002 يبلغ عدد سكانها 230،000. 
مقر المقاطعة هو مدينة ينجيسار، وهي مدينة تشتهر بين الأويغور المحليين بسكاكينها المصنوعة يدوياً. واعتُبرت مهارة ضبط السكين الدقيقة حرفة منتقلة بين الأجيال في ينجيسار، ولكنها تموت ببطء بسبب سياسة الصين الصارمة في منطقة سنجان.

## التاريخ
وقعت بالمقاطعة معركة ينجيسار في أبريل عام 1934، عندما قاد ما زانكانغ الشعبة 36 في الجيش الوطني الثوري لمهاجمة قوات الأويغور التركية المسلمة في ينجيسار، مما أدى إلى القضاء على قوات الأويغور البالغ عددها 500 مقاتل، وقتل الأمير نور أحمد جان بوغرا.